# Discovery (álbum de Daft Punk)
Discovery es el segundo álbum de estudio del dúo francés de música house Daft Punk, lanzado en marzo de 2001. Marcó un cambio en el sonido desde el Chicago house, género por el que eran conocidos, al disco, post-disco y house inspirado en el synthpop.
El álbum sirve también como una banda sonora de la película anime Interstella 5555: The 5tory of the 5ecret 5tar 5ystem, que fue una colaboración entre los creadores del álbum, Leiji Matsumoto y Toei Animation. Todos los videos musicales para las pistas del álbum son segmentos de la película. Interstella 5555 sigue la historia de una banda extraterrestre secuestrada. Discovery es reconocido como un álbum conceptual en las reseñas de New Musical Express y la revista Spin.
Las primeras versiones del álbum incluyen una carta de afiliación de «Daft Club». La carta contiene un código que garantiza un acceso al servicio de tienda virtual, que incluye pistas posteriormente publicadas en el álbum homónimo y Alive 1997.
En el 2020 el álbum fue incluido en la lista de los 500 mejores álbumes de todos los tiempos, de la revista Rolling Stone, ocupando el puesto 236.

## Tema
De acuerdo a una entrevista por Remix Magazine Online, Thomas Bangalter declaró:

«Este álbum tiene mucho que ver con nuestra infancia y los recuerdos de la situación en que estábamos en esa etapa de nuestras vidas. Es sobre nuestra relación personal para ese tiempo. Es menos un tributo a la música desde los 1975 a los 1985 como era, y más sobre el enfoque en el momento cuando fuimos desde cero a los diez años. Cuando eres un niño que no puedes juzgar o analizar la música. Te gusta porque te gusta. No piensas si es genial o no. Algunas veces puedes relacionar a una sola cosa en una canción, como el sonido de la guitarra. Este toma una mirada colorida, divertida y de broma en la música. Es sobre la idea de buscar algo con que abrir las mentes y no responder tantas preguntas. Es sobre la relación honesta, simple y verdadera que tú tienes con la música cuando abriste tus propios sentimientos».

Leiji Matsumoto supervisó la creación de varios videos musicales para Discovery. Posteriormente, los videos aparecieron como escenas en la película completa Interstella 5555: The 5tory of the 5ecret 5tar 5ystem. Fue creado con la colaboración de Matsumoto, Daft Punk, Cédric Hervet y Toei Animation. La película incluye el álbum completo como su banda sonora. Con respecto al álbum desde su perspectiva de animación, Daft Punk declaró que «Creemos que la música que hemos creado en Discovery está hecha de una manera cinematográfica en nuestras mentes. Estuvimos revisando la música y tratamos de buscar ideas que llamen la imaginación de la gente. Un fan de la animación buscaría esta mezcla de elementos y la historia en nuestra música».

## Producción
Una significativa cantidad de samples está presente en el álbum. En lugar de la simple creación de nueva música desde los samples, los Daft Punk trabajaron con ellos por escrito y añadieron interpretación instrumental. Las líneas de notas de Discovery especifican el uso consentido de samples para cuatro pistas en el álbum: «I Love You More» de George Duke es incluido en «Digital Love»; «Cola Bottle Baby» de Edwin Birdsong fue sampleado para «Harder, Better, Faster, Stronger»; «Can You Imagine» de The Imperials es usado para «Crescendolls»; «Who's Been Sleeping in My Bed» de Barry Manilow es acreditado para «Superheroes».
Varios sitios web mostraron otros samples presentes en el álbum, pero Bangalter ha declarado que la mitad de los samples mostrado no son reales. También dijo que el sampleo que hicieron fue legítimamente hecho por ellos, y no tratan de esconder algo. Guy-Manuel de Homem-Christo estimó que la mitad del material de samples en Discovery fue tocado en vivo por el dúo:

«Toqué más guitarra usualmente, y Thomas usó más teclado y bajo. Ahí no hay ningún ego involucrado. No argumentamos sobre quién toca qué. Puedes conseguir el sonido de la guitarra con un teclado, o viceversa. Realmente no importa quién está haciendo qué, siempre y cuando está bien hecho. Al mismo tiempo, cuando usas samples, no puedes tener ese problema. Cuando usas un sampler, nadie toca en esto, tanto que el problema del ego de los músicos no está realmente allí. Para todo que quiere hacerlo, no importa como consigas los resultados, la cosa importante es el resultado».

### Artistas incluidos
El álbum incluye apariciones especiales de Romanthony, Todd Edwards y DJ Sneak. Con respecto al trabajo con ellos, De Homem-Christo declaró:

«Conocimos a Romanthony en una conferencia de música en el invierno de 1996, y nos volvimos amigos. Antes de eso, mencionamos su nombre en «Teachers», agradeciéndolo por sus influencias. Intentamos invitarlo para cantar con nosotros porque hace música emocional. Lo extraño es que Romanthony y Todd Edwards no son grandes en los Estados Unidos en absoluto. Sus músicas tiene un gran efecto en nosotros. El sonido de sus producciones, la compresión, el sonido de las patadas de batería y la voz de Romanthony... La emoción y el alma es parte de cómo suena hoy en día. Porque ellos significan algo para nosotros, esto fue mucho más importante para nosotros trabajar con ellos que otras grandes estrellas».

Dando su opinión sobre el trabajo con Romanthony y Edwards, Bangalter dijo:

«Buscamos trabajar con Romanthony y Todd Edwards en nuestro primer álbum. Ellos no sabía quién éramos en ese momento, tanto que fue una dificultad convencerlos. Cuando conocí a Romanthony en Miami, él me dijo que estuvo muy atento en lo que hacemos; algo que le hace sentir feliz. Ellos fueron los productores house con mayor influencias para nosotros. Trabajar con ellos fue una manera para cerrar el círculo. Fue muy importante para nosotros hacer eso, porque son una parte de qué hacemos. Ahora, hemos trabajado con ellos, estamos libres de explorar nuevas áreas. Estaré interesado en ver lo que haremos más adelante. Ahora podemos trabajar con otras personas».

DJ Sneak también hablo sobre su trabajo con los Daft Punk:

Fui a París en un viaje, se reunieron con los niños y había una fiesta privada en el desván de la casa donde Thomas acababa de mudarse a una rara forma de presentación musical que decidimos hacer beats delante de un par de invitados. A los pocos días, continuamos trabajando en la música y yo me senté para escribir la letra para «Digital Love». Escribí otras cosas, pero esta canción fue muy especial desde el comienzo. También coproduje la música y ellos lo pulieron y finalizaron una pieza maestra».

## Recepción
En su lanzamiento, los críticos notaron la inmediata diferencia de estilo entre Discovery y Homework. El cambio en la estética fue un movimiento brusco para los fanes de los primeros trabajos de los Daft Punk, causando que algunos críticos dejaran el álbum por los suelos. Discovery ganó elogios en los próximos años. El álbum alcanzó el número 12, y recibió una calificación inicial de 6.4. Fue denominado como el cuarto mejor álbum de la década por Resident Advisor. Q calificó el álbum con cinco estrellas sobre cinco, un acontecimiento inusual para la revista. Pitchfork lo nombró el tercer mejor álbum de la década 2000-2010.
Con respecto a la estructura del álbum, Spin notó que «esto parece un álbum conceptual. En este caso, la historia de cómo la disco fluye como el vino circunnavegó pretensiones intelectuales de todas las partes durante su recorrido hacia una utopía temporal que finalmente puede creer en nada más que la boogie, pero todavía tiene el infinito en su mente cada minuto». NME refiere a Discovery como «audazmente extraño», y añadió: «Con sus famosos creadores tímidos a la cámara y ahora vistiendo trajes funkadelicos de los Power Rangers, esto también tiene algo de álbum conceptual».

## Lista de canciones
| N.º   | Título                             | Escritor(es)                                                 | Duración |  |
| 1.    | «One More Time» (con Romanthony)   | Bangalter, de Homem-Christo, Anthony Moore                   | 5:20     |  |
| 2.    | «Aerodynamic»                      | Bangalter, de Homem-Christo, Joni Sledge                     | 3:30     |  |
| 3.    | «Digital Love»                     | Bangalter, de Homem-Christo, Carlos Sosa, George Duke        | 4:58     |  |
| 4.    | «Harder, Better, Faster, Stronger» | Bangalter, de Homem-Christo, Edwin Birdsong                  | 3:44     |  |
| 5.    | «Crescendolls»                     | Bangalter, de Homem-Christo, Dwight Brewster, Aleta Jennings | 3:29     |  |
| 6.    | «Nightvision»                      | Bangalter, de Homem-Christo                                  | 1:44     |  |
| 7.    | «Superheroes»                      | Bangalter, de Homem-Christo, Marty Panzer                    | 3:56     |  |
| 8.    | «High Life»                        | Bangalter, de Homem-Christo                                  | 3:20     |  |
| 9.    | «Something About Us»               | Bangalter, de Homem-Christo                                  | 3:51     |  |
| 10.   | «Voyager»                          | Bangalter, de Homem-Christo                                  | 3:47     |  |
| 11.   | «Veridis Quo»                      | Bangalter, de Homem-Christo                                  | 5:45     |  |
| 12.   | «Short Circuit»                    | Bangalter, de Homem-Christo                                  | 3:25     |  |
| 13.   | «Face to Face» (con Todd Edwards)  | Bangalter, de Homem-Christo, Todd Imperatrice                | 3:59     |  |
| 14.   | «Too Long» (con Romanthony)        | Bangalter, de Homem-Christo, Moore                           | 10:00    |  |
| 60:50 |                                    |                                                              |          |  |